# Aspron

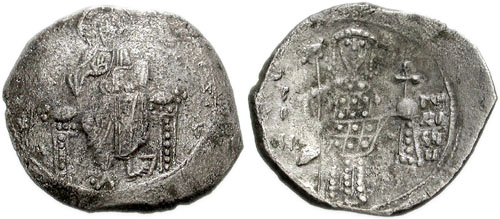
Aspron emis sub Alexios I Comnen; avers: Hristos, pe tron, cu fața; revers: în picioare, cu fața, Alexios ține în mâna dreaptă un labarum,
iar în stânga un globus cruciger.

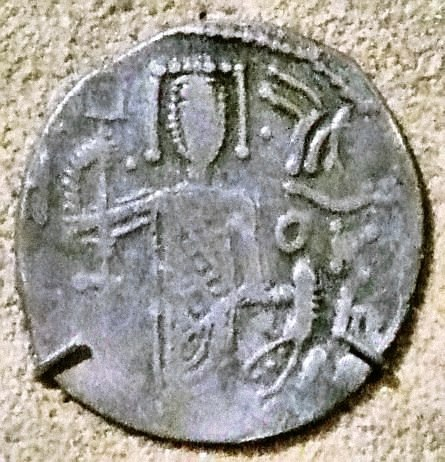
Un aspron emis sub domnia lui Manuel I Comnen. (avers) Este de notat coroana cu ciucuri de cristal, specifică împăraților bizantini

Aspron, cunoscut și sub denumirea de aspron trachy, a fost o monedă bizantină de electrum emisă, pentru prima dată, la 1093, de împăratul Alexios I Comnen. 

## Descriere
Aspron trachy, emis de Alexios I Comnen, era din electrum, avea diametrul de 23mm, iar greutatea de 4,25 g. Particuparitatea monedei constă în forma sa concav-convexă, neîntâlnită până atunci și nici la alte monede din alte țări în decursul secolelor următoare. S-a recurs la forma concacv-convexă din două considerente: erau mai greu de falsificat și păstra un diametru destul de mare în raport cu greutatea. La un astfel de diametru o monedă de un asemenea gramaj putea fi îndoită destul de ușor - după cum se știe, o suprafață concav-convexă suportă mai bine o tensiune aplicată asupra sa decât o suprafață plată. Reforma monetară a lui Alexios Comnenul a avut în vedere schimbarea totală a sistemului monetar roman de răsărit. Noul sistem monetar cuprindea trei nominaluri: perperul (nomisma hyperperon / hyperpyron), asprul (aspron trachy) și stamena (nomisma hystamenon). Cu prilejul sosirii cruciaților participanți la cruciada I (1096-1099) Alexie a emis o a patra monedă, tetartera (nomisma tetarteron) pentru cheltuieli mărunte. Tetartera avea formă plată, doar perperul, asprul și stamena aveau formă concav-convexă. Se poate afirma că primele două nominaluri (perperul și asprul) sunt de electrum, dacă considerăm electrum strict aliajul aur-argint, fără a lua în considerare paritatea monetară. Diferența dintre acestea constă în raportul dintre aur și argint din cele două monede: 3/4 aur și 1/4 argint în perper și invers 3/4 argint și 1/4 aur în aspru (în puritatea aurului și argintului intrau desigur și alte materiale măsurate în părți/milion - 3/4 și 1/4 este suma rotunjită). Având în vedere că nici o monedă nu a avut vreodată puritate 1000/1000 (una dintre cele mai pure fiind un aureus emis de Nero, cu o puritate de 998/1000) și că 3/4 aur înseamnă 750/1000 adică 18 K, putem afirma fără a greși că perperul este din aur și asprul din argint. Ulterior, prin aprecierea argintului față de aur ca urmare a influenței orientale de factură turcică-iraniană-arabă (argintul se folosea în monede într-un procent mai mare decât aurul în tot acest univers musulman, lucru care ținea și de tradiție) asprul s-a impus în fața perperului care a încetat să fie emis către sfârșitul bizanțului (secolul XIV-1453) fie din cauza crizei financiare și economice prin care trecea Imperiul, fie definitiv după preluarea Constantinopolului de către Mehmet II și otomani. De altfel, după cucerire, otomanii au emis în continuare asprii (denumiți akcele), dar cu formă plată și nu concav-convexă. De altfel și altânii (moneda otomană de aur) aveau aceiași formă plată în perioada otomană, neavând nimic în comun cu perperul - monedă care de altfel era menționată ca monedă de cont până în vremea fanarioților, birul pe vin în Țara Românească numindu-se părpărit - de la perper.

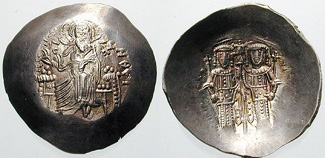
Aspron emis sub
Alexios al III-lea Angelos.

Împărații din dinastia Comnen, de la Trapezunt / Trebizonda, au emis și ei, între 1235 și 1446, o monedă de argint numită aspron.
Aspronul acesta avea greutatea inițială era de 2,8 - 2,9 g, iar spre sfârșitul scolului al XIV-lea greutatea sa s-a redus foarte mult.

## Etimologie
Denumirea aspron-ului provine de la culoarea sa albă-argintie: în greacă, άσπρον (transliterat: aspron), „alb”, iar greacescul trachys (τραχύς), „neregulat”, „neneted”. La plural: aspra trachea.

## Posteritateaaspron-ului
În prima parte a secolului al XIV-lea, sultanul otoman Osman I, inspirat fiind de această monedă bizantină denumită aspron, a „inventat” o monedă de argint, având titlul de 900‰, pe care a denumit-o, în limba turcă, akçe, denumire, care, în limba română, se traduce prin cuvântul „alb”. Moneda akçe a fost bătută, pentru prima oară, sub fiul lui Osman I, sultanul Orhan I, la Bursa. În limba română, această monedă otomană este cunoscută mai ales sub denumirea de aspru, dar și sub denumirea împrumutată din limba turcă: akcea.